# النروجة

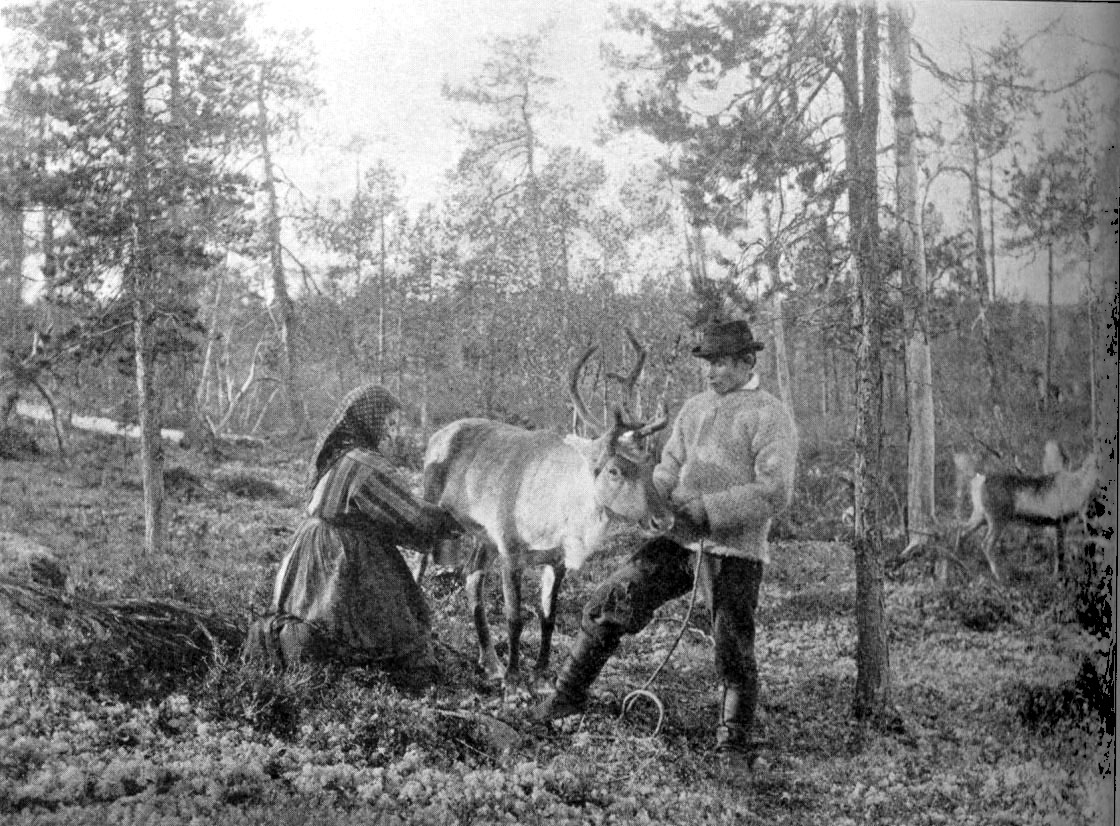

النَّروجة (بالنرويجية: Fornorsking av samer) كانت سياسة رسمية اتبعتها الحكومة النرويجية استهدفت شعب سامي وشعب كفين في شمال النرويج لاستيعاب الشعوب الأصلية غير الناطقة باللغة النرويجية في الشعب النرويجي وتوحيدهم معه ثقافياً وعرقياً.
الممارسة لها جذور في البرامج التبشيرية منذ القرن الثامن عشر، إلا أنها بدأت رسمياً كسياسة حكومية رسمية في أواخر القرن التاسع عشر، حيث صدرت قوانين تمنع التدريس بلغات السامي، وتقيد حقوق الناطقين باللغة في شراء الأراضي. كان الدافع وراء هذه القوانين هو التعصب للقومية النرويجية والاختلافات الدينية بين السكان الساميين والنرويجيين (يمارس الساميون الإحيائية والشرك، بينما كنيسة النرويج اللوثرية هي دين الدولة الرسمي). في أواخر عقد 1950 كان شعب قومية سامي يُعتبر على نطاقٍ واسع متخلف عقلياً، ما يبرر سياسة القوانين الأبوية: 'كان هنالك إجماع شعبي منذ 1950 على تصنيف شعب سامي في نفس فئة «المعاقين ذهنياً» و«المجانين».'
توقفت سياسة النروجة في عقد 1980، وقُدمت تعويضات على شكل دعم مالي للسياسة السامية، وأُسِّس برلمان قومية سامي في النرويج، وبرامج أخرى ذات صلة. وفي عام 1997 قام ملك النرويج هارالد الخامس بتقديم اعتذار رسمي بالنيابة عن الحكومة إلى شعبي سامي وكفين بسبب سياسات الحكومة، وقال فيه:
| النروجة | وُجدت دولة النرويج على أرض شعبين، الشعب السامي والشعب النرويجي. يتشابك التاريخ السامي بشكل وثيق مع التاريخ النرويجي. واليوم نُعرب عن أسفنا نيابةً عن الدولة بسبب الظلم الذي ارتُكب ضد شعب سامي خلال سياستها المتعلقة بالنروجة. | النروجة |